# Veloz (personaje)
Veloz (Thomas "Tommy" Shepherd) es un superhéroe ficticio que aparece en los cómics estadounidenses publicados por Marvel Comics. El personaje es representado como miembro de los Jóvenes Vengadores, un equipo de superhéroes adolescentes del Universo Marvel. Sus poderes son similares a los de su tío Quicksilver. Creado por Allan Heinberg y Jim Cheung, Speed apareció por primera vez en el cómic Young Avengers #10 (marzo de 2006).En el número 12, él adopta la identidad disfrazada de Veloz y se une a los Jóvenes Vengadores.
Su historia lo ve descubrir que él y el héroe adolescente mágico Wiccan son de hecho hermanos gemelos perdidos hace mucho tiempo, y que la pareja son las reencarnaciones de los hijos ilusorios de la Bruja Escarlata y su ex marido Visión,Tommy siendo la reencarnación de Thomas Maximoff, un personaje creado por Steve Englehart y Richard Howell que apareció por primera vez en The Vision and the Scarlet Witch # 12 (septiembre de 1986). Como individuo bisexual, Tommy ha salido con Kate Bishop y David Alleyne.
Un Tommy ilusorio apareció en la miniserie de Disney+ del Universo cinematográfico de Marvel WandaVision (2021), interpretados por Gavin Borders y Jett Klyne. Klyne regresó como una versión humana de Tommy de una realidad alternativa en la película Doctor Strange en el multiverso de la locura (2022).

## Historial de publicaciones
Veloz hizo su debut en Young Avengers Vol. 1 número 10 (marzo de 2006) cuando fue reclutado para el equipo después de salir de la cárcel. Continuó a aparecer en la serie hasta su conclusión, haciendo apariciones adicionales junto con su equipo de Siege: Young Avengers, presenta Jóvenes Vengadores, What If? y Dark Reign: Young Avengers y coprotagonizada con The Runaways en Civil War y la Invasión Secreta tie-En s.
Entre 2010 y 2012, formó parte del elenco principal de The Children's Crusade de los creadores originales de Veloz, Allan Heinberg y Jim Cheung (que no habían escrito para Young Avengers desde que concluyó el volumen 1 original en 2007).
Veloz apareció brevemente en Young Avengers Vol. 2 de Kieron Gillen y Jamie McKelvie antes de ser aparentemente asesinado en el número 6. Se revela que sobrevivió en el número final # 15 y oficialmente se reincorpora al equipo. También actuó como estrella invitada en la serie en curso Bruja Escarlata escrita por James Robinson.

## Biografía del personaje ficticio

### Thomas Maximoff
Thomas y William eran gemelos, siendo Tommy el mayor de los dos, Thomas y Willian supuestamente nacieron de Bruja Escarlata y Vision; en realidad, Bruja Escarlata usó sus poderes de deformación de la realidad para crear hijos gemelos, sin saberlo, a partir de dos de los cinco fragmentos dispersos del alma del demonio Mephisto que previamente se perdieron para él en un encuentro desafortunado con el poderoso niño mutante Franklin Richards.Cuando las almas de los niños fueron reabsorbidas en Mephisto, debido al poder que Wanda puso en los fragmentos del alma, lo destruyeron y sus almas se reencarnaron como Thomas Shepherd, el joven vengador Veloz y Billy.

### Thomas Shepherd
Thomas Shepherd se crio en Springfield, Nueva Jersey como el único hijo de Frank y Mary Shepherd, que están divorciados.
Los Jóvenes Vengadores lo localizan usando el mismo programa diseñado por la Visión que Iron Lad utilizara para encontrarles a ellos. Su intención era la de reclutar a más adolescentes súper poderosos que pudieran ayudar a rescatar a su compañero de equipo secuestrado, Hulkling.
Los Jóvenes Vengadores encuentran a Tommy en una instalación de alta potencia en Springfield que Hawkeye (Kate Bishop) inicialmente describe como "solo juvie" (sala de menores), aunque la instalación y su personal están equipados con tecnología ofensiva y defensiva avanzada, como trajes robóticos y células de contención que amortiguan la energía.
Vision afirma que Tommy está detenido en la instalación, presumiblemente por orden judicial, porque él "accidentalmente" vaporizó su escuela. Cuando lo liberan de su celda, se nota inmediatamente que Tommy, un velocista de pelo blanco, tiene un parecido sorprendente con Billy y Quicksilver, compartiendo el color de pelo de este último y habilidades similares.
El equipo se encuentra con los oficiales armados de la instalación. Tommy cínica y cruelmente comienza a atacar a los oficiales y a los médicos que huyen, afirmando que ha estado encerrado durante meses y que durante su tiempo allí, fue probado y experimentado con el objetivo de convertirlo en un arma viviente. Kate y Patriota logran detenerlo y lo convencen de unirse a ellos para rescatar a su compañero de equipo Hulking de Kl'rt, el Super-Skrull.
Poco más se ha revelado acerca de las instalaciones o las experiencias de Tommy allí antes de su liberación, y tampoco han sido abordados por los otros Jóvenes Vengadores o el propio Tommy.
En Young Avengers Presents # 3, Tommy se une a Billy mientras buscan a la Bruja Escarlata a través de Genosha y Wundagore antes de finalmente encontrarse con el Maestro Pandemonium en una antigua residencia de la Bruja Escarlata y la Visión. El Maestro Pandemonium decide no luchar contra los chicos después de reconocer que la magia de Wiccan es la misma que la de la Bruja Escarlata. En su lugar, elabora sobre su historia con respecto a Mephisto y la Bruja Escarlata y les informa que la historia que buscan está llena de "oscuridad y caos" y que deberían abrazar quiénes son en el presente. 
En Young Avengers Presents # 6, va a una cita con Kate para ayudarla a aliviar sus tensiones por perder su nombre e inclinarse ante Clint Barton. Luego, él la ayuda a entrar en la base de los Vengadores Secretos y recuperar su arco. Durante el transcurso de la noche, los dos comparten un beso, dirigiéndose al triángulo amoroso no hablado hasta ahora entre él y Kate, y Patriota. Sin embargo, Kate decide intentar una relación con Patriota en su lugar. En Young Avengers # 12, Tommy decide unirse oficialmente al equipo y adopta el nombre clave Veloz.
Cuando los Jóvenes Vengadores se enfrentan al grupo de adolescentes que han estado usando su nombre, Tommy reconoce inmediatamente al miembro del Escudo de Armas. Se reveló que Tommy la conocía de "juvie" y se da a entender que solían tener una relación.
Tommy y sus amigos son reclutados para ayudar en la defensa de Asgard cuando es atacado por las fuerzas bajo el control de Norman Osborn. Específicamente, Tommy tiene la tarea de entregar una armadura de respaldo a Iron Man, que es esencial para ganar el día.
Cuando los Jóvenes Vengadores se disuelven tras los eventos de Children's Crusade, Tommy consigue un trabajo ensamblando tabletas. Finalmente se encuentra y se hace amigo de David Alleyne, un exmiembro de New X-Men, y se asocia con el niño para atrapar a un ladrón vestido como Patriota. El ladrón ataca a Veloz y disipa su cuerpo, antes de dejar atrás a un horrorizado David. Una vez que el problema se resolvió, Prodigy besó al ladrón accidentalmente y liberó a Tommy, Tommy respondió diciendo que David se estaba "moviendo al ayuno", lo cual es una indicación de que Tommy pudo haber estado viendo sus reuniones anteriores como fechas. Tommy luego bailó con Kate y fue abrazado con fuerza por Wiccan.
Tommy también aparece junto a los otros Jóvenes Vengadores en Avengers: The Children's Crusade of Young Avengers, una oportunidad donde los Jóvenes Vengadores crecieron y ahora son los Vengadores. Tommy está felizmente junto con Kate, que está embarazada y espera gemelos. La línea de tiempo es el resultado de que Iron Lad continúa alterando la corriente temporal en un intento de derrotar a Kang el Conquistador.
En el one-shot Lords of Empyre: Emperor Hulkling, Veloz y Prodigio salen a beber con Hulkling, quien describe que Veloz y Prodigio, "siempre toman exactamente un trago y medio y comienzan a besarse".Su estado civil se confirma en Marvel Voices: Pride # 2021, donde los personajes discuten sus diferentes actitudes hacia el hecho de ser bisexuales. Para Prodigy, la etiqueta es material para su identidad y lo ayuda a entenderse mejor a sí mismo, mientras que Speed dice "Me enamoré de quien me enamoré y... nunca me preocupé mucho por las etiquetas".
Veloz no se muda a la nación insular mutante de Krakoa junto con Prodigio. Se lo muestra visitando a Prodigio en la sede de X-Factor en Krakoa corriendo a través del océano, en lugar de usar las puertas Krakoan.Más tarde asiste a la Gala del Fuego Infernal y descubre el cadáver de la Bruja Escarlata;luego permanece en Krakoa mientras X-Factor lleva a cabo la investigación del asesinato.

## Paternidad
En Young Avengers # 11, la posible relación de Tommy con Bruja Escarlata, Visión y Billy fue revelada por Super-Skrull y Visión. En el pasado, la Bruja Escarlata usó su poder de distorsión de la realidad para crear hijos gemelos, sin saberlo, usando dos (de cinco) fragmentos dispersos del alma del demonio Mephisto que había perdido en un encuentro con el poderoso niño mutante, Franklin Richards.Cuando las almas de los niños se reabsorbieron en Mephisto, lo destruyeron y las almas se reencarnaron como Thomas Shepherd y William Kaplan.
El escritor Allan Heinberg declaró sobre la situación: "De acuerdo con la teoría de Billy, las almas de los gemelos de Wanda habitaron sus cuerpos y los de Tommy cuando se dispersaron de Mephisto. Pero es solo una teoría". También dijo en otra entrevista que sus planes para la nueva 'temporada' involucraban a los dos en busca de Wanda, diciendo que "Si todo va según lo planeado, Wanda volverá a Young Avengers a principios de la segunda temporada, cuando Billy y Tommy emprender una búsqueda de la verdadera fuente de sus poderes. De hecho, el número de Young Avengers Present de marzo de 2008 se ha solicitado porque involucra a los "hermanos gemelos" Wiccan y Veloz en busca de su "madre Wanda".
Se han hecho muchas conjeturas en cuanto a su apariencia y poderes, y aunque los archivos de caracteres oficiales de Marvel afirman que son, de hecho, sus hijos, en los cómics la única indicación de ello son las declaraciones de K'Lrt y los archivos de Visión. Billy se cree que es el hijo de Wanda, sin embargo, Tommy ha sido más escéptico sobre la situación.
Sin embargo, en Young Avengers Presents # 3, donde Veloz y Wiccan buscan a la Bruja Escarlata, el escepticismo de Tommy parece haber disminuido por completo. Se refiere a sí mismo como el "hermano mayor" de Wiccan (aunque ninguno de los dos sabe realmente quién es mayor) y con frecuencia se refiere a la Bruja Escarlata durante su búsqueda como "Mamá".
En la serie limitada Avengers: Children's Crusade, los Jóvenes Vengadores se propusieron localizar a la Bruja Escarlata y Veloz muestra su escepticismo original de su vínculo con ella. Cuando comienzan su búsqueda, llega Magneto, habiendo notado a los gemelos y sus similitudes con Wanda y Pietro, indicando que quiere que Wiccan y Veloz lo conozcan como su abuelo. Al escuchar esto, Speed inmediatamente acepta que la relación debe ser genuina, y luego se refiere a Quicksilver como su "Tío Pietro".
En Children's Crusade #6, Bruja Escarlata confirma que Billy y Tommy son las reencarnaciones genéticas de sus hijos. Cuando Wanda está discutiendo su vida con un psiquiatra, ella nuevamente confirma que Billy y Tommy son las almas reencarnadas de sus hijos. Sin embargo, dado que ya son adolescentes, Wanda no sabe si eran niños normales antes de que las almas de sus hijos se apoderaran de sus cuerpos (efectivamente matando a quienes eran antes) o si los espíritus regresaron a tiempo para nacer y ser criados por diferentes padres.

## Poderes y habilidades
Veloz es un mutante con el poder de moverse y acelerar a velocidades muy superiores a las de los seres humanos normales. Su fisiología está diseñada para moverse a altas velocidades, lo que también le otorga reflejos, agilidad y durabilidad sobrehumanos. Esta durabilidad está limitada a las fuerzas de impacto, por lo que las balas, las explosiones de energía y otros ataques penetrantes son capaces de hacerle daño. También es probable que Veloz posea una gran cantidad de fuerza sobrehumana en la parte inferior de su cuerpo, lo que le permite levantar alrededor de 1 tonelada, mientras que la parte superior de su cuerpo está fortalecida hasta el punto en que puede levantar alrededor de 800 libras. Aunque se desconoce su velocidad máxima, puede superar la velocidad del sonido (alrededor de 1.225 km/h, o 761 mph) y resistir los efectos de la fricción, la reducción de oxígeno y el impacto cinético mientras se mueve a esas velocidades. En Young Avengers Presents #3, afirma que es "rápido como Quicksilver", y se lo muestra corriendo desde la costa este de los Estados Unidos hasta Genosha, una isla frente a la costa este de África, y también buscando en toda la isla a alguien que viva allí en la misma cantidad de tiempo que le toma a Wiccan teletransportarse la misma distancia. Esto indica que Veloz es lo suficientemente rápido como para correr a través de la tensión superficial de un cuerpo de agua sin hundirse. Además, su mente puede operar en un estado acelerado, lo que le permite leer a supervelocidad y recordar todo lo que ha visto.
También puede generar vibraciones hipercinéticas que aceleran las moléculas en la materia, causando que cualquier objeto sólido al que dirige sus vibraciones explote. En Civil War: Young Avengers/Runaways, cuando ambos equipos invadieron el Cubo para salvar a sus amigos, Veloz se muestra explotando un arma en su mano mediante el uso de sus vibraciones hipercinéticas. También es capaz de acelerar sus moléculas (o incluso las de pequeños grupos de personas) y vibrar lo suficientemente rápido como para pasar a través de la materia sólida, como las paredes.

## Otras versiones

### Avengers Fairy Tales
En Avengers Fairy Tales de un disparo, Veloz aparece como el Conejo Blanco en una adaptación de Alice's Adventures in Wonderland. Se refiere a la liebre de marzo (Wiccan) como su hermano.

### La Última Historia de los Vengadores
En The Last Avengers Story (que usa una línea de tiempo alternativa), Billy y Tommy crecieron como los hijos de la Visión y la Bruja Escarlata. Cuando era niño, Tommy presenció el asesinato accidental de su madre por su tío, Quicksilver, lo que provocó que su padre, la Visión, se volviera sin emociones y fuera de lugar. Tommy (conocido como "Tommy Maximoff") eligió convertirse en un estudiante de Doctor Strange y aprender las artes místicas. Él y su hermano Billy (que se convirtió en un villano conocido como "el Segador" y buscaron venganza contra él y su padre) se comunicaron a través de hologramas en los que Tommy le suplicó a su hermano que renunciara a su villanía, afirmando que estaba preocupado por luchar contra él.
Finalmente, el Segador unió fuerzas con Kang el Conquistador y Ultron-59 y su "batalla final" con los Vengadores. Tommy buscó el consejo del Doctor Strange sobre qué hacer con respecto a su hermano, afirmando que no estaba listo para pelear con él. Tommy decidió ayudar a los Vengadores e intentó alcanzar y reclutar a la Visión, que se había vuelto casi catatónica y enorme, habiendo permitido apáticamente que sus moléculas se difundieran, pero fue en vano. Enojado y frustrado, Tommy se fue para pelear con su hermano. Tommy y Billy estuvieron atrapados en la batalla hasta que su padre, la Visión, vio esto, recuperó el sentido y destruyó a Ultron, poniendo fin a la pelea.
A diferencia de su homólogo de la Tierra-616, Tommy Maximoff heredó sus habilidades místicas de su madre, la Bruja Escarlata, en lugar de la supervelocidad de su tío. Como estudiante de Doctor Strange, Tommy fue capaz de realizar varias hazañas mágicas, incluyendo rayos místicos y creando campos de fuerza.

## En otros medios

### Universo cinematográfico de Marvel
Varias versiones de Thomas "Tommy" Maximoff aparecen en los medios de acción en vivo ambientados en el Universo Cinematográfico de Marvel, interpretados por Gavin Borders como un niño de cinco años y Jett Klyne como un niño de diez años.
- En la miniserie WandaVision (2021), Tommy aparece como una ilusión creada por Wanda Maximoff a través de la magia del caos cuando colocó a Westview, Nueva Jersey, dentro de un "Hex" y muestra la capacidad de envejecer voluntariamente. En el episodio "Now in Color", Wanda queda embarazada por medios desconocidos. A medida que se acelera en un corto período de tiempo, ella y su esposo Visión discuten sobre cómo llamar al bebé si es un niño, y este último presionando para que Billy y Wanda quieran un nombre "totalmente estadounidense" como Tommy. Mientras Visión acepta la elección de Wanda, ella da a luz a gemelos, lo que les permite usar ambos nombres.[30]En el episodio "En un episodio muy especial...", ambos niños están representados con la capacidad de envejecer voluntariamente. En el episodio "All-New Halloween Spooktacular!", Tommy desarrolla una velocidad supersónica mientras juega a pedir dulces con su aparente tío Pietro Maximoff.[31]En los episodios "Breaking the Fourth Wall" y "Previously On", la vecina de Wanda y Visión, "Agnes", cuida a Tommy y Billy, pero los lleva cautivos para obligar a Wanda a revelar cómo cambió a Westview.[32]En el episodio, "The Series Finale", Wanda deshace el hechizo, aparentemente haciendo que sus hijos desaparezcan. Sin embargo, en una escena poscréditos, ella escucha a los gemelos llorando por su ayuda mientras estudia el Darkhold.[33]
- Una versión de universo alternativo de Tommy de Tierra-838 aparece en la película Doctor Strange en el multiverso de la locura (2022). Después de los sucesos de WandaVision, se revela que estos gritos provienen de realidades alternativas en las que Tommy y Billy realmente existen como humanos.[34] Después de que América Chávez transporta a Maximoff a la Tierra-838, donde Tommy y Billy retroceden ante ella con miedo y llorando por su verdadera madre.
- En Agatha All Along (2024), Tommy es mencionado varias veces y aparece brevemente una vez (interpretado por un doble no acreditado).[35]En el episodio "Follow Me My Friend / To Glory at the End", Agatha ayuda a Billy a conectarse telepáticamente con el espíritu incorpóreo de Tommy y transferirlo al cuerpo de un adolescente, que se estaba ahogando debido a una broma que le hicieron. Al final del episodio final, "Maiden Mother Crone", Billy y Agatha se propusieron encontrar a Tommy.

### Videojuegos
- Veloz es un personaje jugable en el videojuego Lego Marvel Vengadores, con la voz de Josh Keaton.[36]
- Veloz aparece como un personaje jugable desbloqueable en Marvel Avengers Academy.